# Goldener Spatz

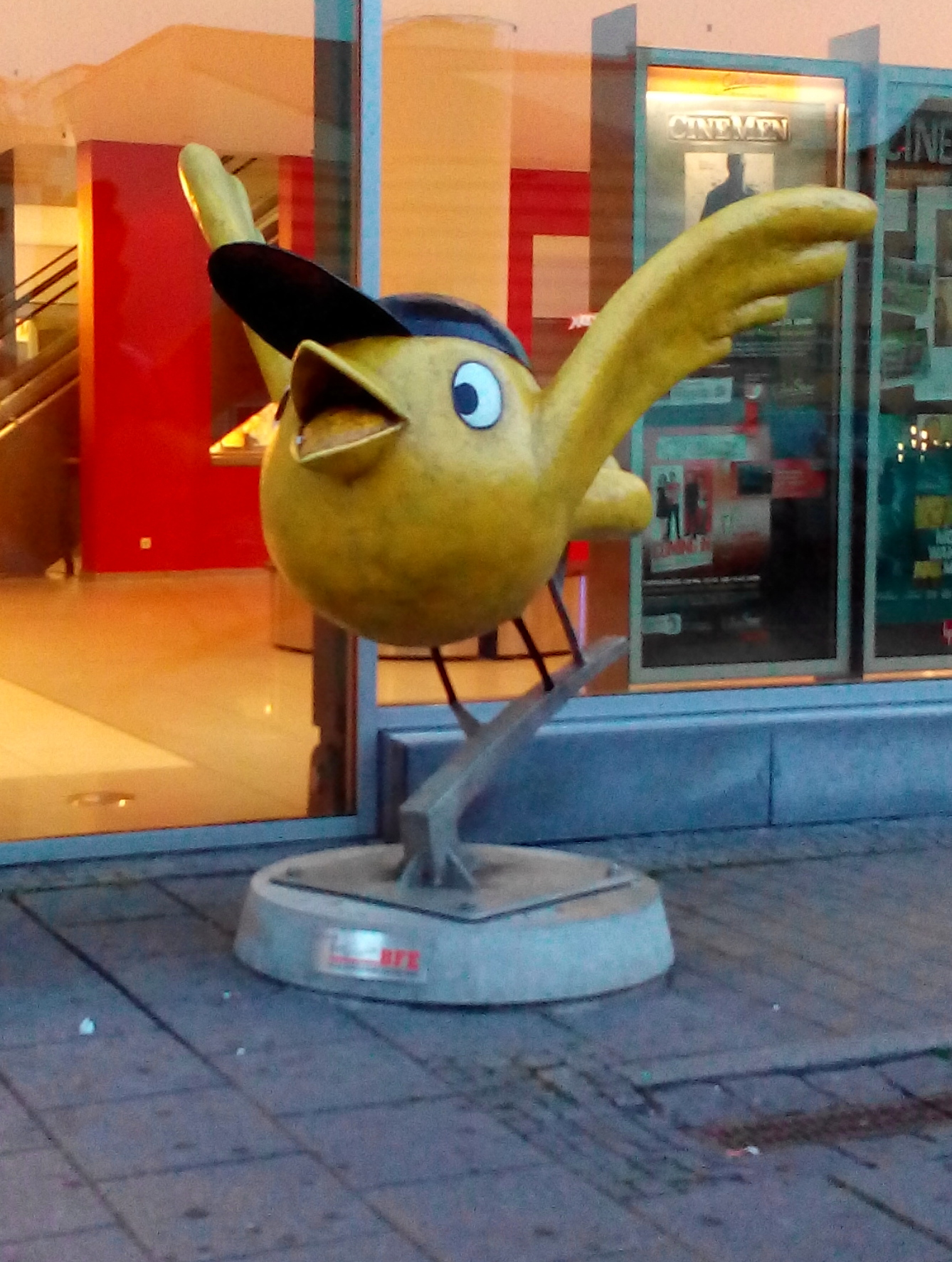
Skulptur des Goldenen Spatzen am Einkaufszentrum F1 in Erfurt

Das Deutsche Kinder Medien Festival Goldener Spatz, kurz Goldener Spatz, ist das größte Festival für deutschsprachige Kindermedien. Es findet jährlich in den beiden Thüringer Städten Gera und Erfurt statt. Eine Besonderheit des Festivals ist, dass die Hauptpreise von zwei Kinderjurys vergeben werden.
Im Juni 2019 feierte der Goldene Spatz mit der 27. Ausgabe sein 40-jähriges Bestehen.

## Geschichte
1979 wurde das „Nationale Festival ,Goldener Spatz‘ für Kinderfilme der DDR in Kino und Fernsehen“ erstmals in Gera ausgetragen. Hervorgegangen ist der Goldene Spatz aus den Kinderfilmwochen, die zuvor alle zwei Jahre in verschiedenen Städten der DDR stattfanden. Zu den Initiatoren gehörten unter anderem der Drehbuchautor Günter Mehnert und die Dramaturgin des DDR-Kinderfernsehens Beate Hanspach. Der Goldene Spatz wurde, wie auch alle anderen Filmfestivals der DDR, staatlich organisiert und finanziert.
Die Preisträger der verschiedenen Kategorien (u. a. Spielfilm, Dokumentarfilm, Animation) wurden bis 1989 von einer Fachjury bestimmt. Die Auswahl der Jurymitglieder erfolgte durch ein Komitee, das vom Ministerium für Kultur und dem Verband der Fernsehschaffenden in Zusammenarbeit mit dem Rat des Bezirkes Gera einberufen wurde. Dieses Komitee bestimmte auch die Programmkommission und den Präsidenten des Festivals. Eine Kinderjury aus dem Bezirk Gera vergab zudem Ehren- und Sonderpreise. Das bekannte Festivallogo und Maskottchen, den Goldenen Spatz, kreierte der in Gera lebende Grafiker Rolf F. Müller.
Nach der Wende stand das im Zweijahresrhythmus veranstaltete Kinderfilmfestival vor einschneidenden politischen und gesellschaftlichen Veränderungen. Die Fortführung war wegen mangelnder Finanzierung unsicher und der Goldene Spatz musste eine neue, gesamtdeutsche Identität finden. Letztlich überzeugte die Einzigartigkeit des Festivals, das Film- wie Fernsehbeiträge für Kinder präsentiert und sich an das breite Publikum und Fachleute gleichermaßen wendet. 1990 sagte das Bundesinnenministerium für zwei Übergangsjahrgänge Fördermittel zu. Ebenfalls 1990 beschloss der Geraer Stadtrat die Unterstützung des Festivals. Das Format sollte erhalten bleiben. 1991 konnte unter der Leitung des Regisseurs Rolf Losansky der erste gesamtdeutsche Spatz stattfinden. Ermöglicht wurde dieses durch Mittel des Landes Thüringen, des Bundes, der öffentlich-rechtlichen Fernsehsender sowie durch Sponsorengelder von einigen Geraer Firmen. Um dem Festival eine solide Grundlage und eine langfristige Perspektive zu geben, wurde 1993 von der Stadt Gera, dem MDR (als Vertreter der ARD), dem ZDF und von RTL die Deutsche Kindermedienstiftung Goldener Spatz ins Leben gerufen. In den folgenden Jahren sind die Thüringer Landesmedienanstalt (TLM), die Mitteldeutsche Medienförderung (MDM) sowie die Landeshauptstadt Erfurt als Stifter hinzugekommen.
Im Rahmen der Neustrukturierung wurde auch festgelegt, dass die Hauptpreise – die Goldenen Spatzen – nicht mehr von einer Fachjury, sondern von einer Kinderjury aus dem gesamten deutschsprachigen Raum vergeben werden. 1993 kamen die Jurykinder zum ersten Mal aus allen deutschen Bundesländern, seit 2005 auch aus der Deutschsprachigen Gemeinschaft Belgiens, Luxemburg, dem Fürstentum Liechtenstein, Österreich, Südtirol und der Schweiz. Seit 2001 vergibt eine zusätzliche Kinderjury einen Goldenen Spatz für das beste digitale Angebot.
Von 1994 bis 2006 veranstaltete die Deutsche Kindermedienstiftung Goldener Spatz im jährlichen Wechsel mit dem Festival auch die „Kinder-Film & Fernseh-Tage“. Bereits seit Beginn war das Festival Treffpunkt der Kindermedienbranche. Mit dieser Veranstaltungsreihe wurde den Medienschaffenden ein Forum für eine fundierte Auseinandersetzung mit dem Stand, der Entwicklung und den Perspektiven medialer Angebote für Kinder geboten. 2008 wurde dieser Programmpunkt fester Bestandteil des Festivals.
2003 kam die Stadt Erfurt als zweiter Standort des Festivals hinzu. Begründet wurde diese Entscheidung, die in Gera stark kritisiert wurde (Slogan: „Mein Nest ist Gera“) mit der zentralen Lage Erfurts und seiner Rolle als Landeshauptstadt, aber auch als Standort des KiKA. Seit 2007 findet das Deutsche Kinder Medien Festival Goldener Spatz in beiden Städten im jährlichen Turnus statt.
Seit 2023 ist Elisabeth Wenk  Festivalleiterin des Goldenen Spatz. Von 2016 bis 2023 war Nicola Jones Festivalleiterin und Geschäftsführerin, Sie löste damit Margret Albers ab, die dieses Amt 20 Jahre lang innehatte.
2019 feierte der Goldene Spatz mit einer Festveranstaltung in der Geraer St. Johanniskirche sein 40-jähriges Bestehen. In Anwesenheit vieler Weggefährten und Unterstützer wurde der DEFA-Film „Als Unku Edes Freundin war“ (1980) des Regisseurs und Spatz-Preisträgers Helmut Dziuba aufgeführt.

## Ablauf
Der traditionelle Auftakt des sechstägigen Festivals findet in Gera statt. An drei Tagen werden alle Wettbewerbsbeiträge sowie Beiträge aus der Goldenen Spatz Spezial-Reihe gezeigt. Die Vorführungen werden von Filmgesprächen begleitet, bei denen die Regisseure oder Schauspieler vor Ort sind und dem jungen Publikum Rede und Antwort stehen. Anschließend zieht das Festival für weitere drei Tage nach Erfurt um. Am Ende der Festivalwoche werden in der thüringischen Landeshauptstadt bei der feierlichen Preisverleihung die Trophäen verliehen.
Neben den Wettbewerbsbeiträgen und der Goldenen Spatz Spezial-Reihe gibt es in beiden Städten ein vielfältiges Rahmenprogramm. Während die Begleitveranstaltungen in Gera einen medienpädagogischen Schwerpunkt haben, wird in Erfurt ein umfangreiches Angebot für das Fachpublikum präsentiert.

## Die Kinderjurys
Eine Besonderheit des Festivals ist die Vergabe der Goldenen Spatzen durch die Zielgruppe selbst: Rund 30 ausgewählte Jungen und Mädchen im Alter von 9 bis 13 Jahren aus dem gesamten deutschsprachigen Raum sichten, testen und diskutieren während der Festivalwoche die eingereichten Kino- und TV-Beiträge sowie digitalen Angebote und überreichen am Ende die Goldenen Spatzen.
Für die Kinderjurys Kino/TV und Digital können sich jährlich junge Medienfans aus Deutschland, Österreich, Südtirol, der Schweiz, der Deutschsprachigen Gemeinschaft Belgiens, dem Fürstentum Liechtenstein oder Luxemburg bewerben. Eine Auswahlkommission sichtet anschließend alle Bewerbungen und vergibt die Juryplätze. 2016 bewarben sich 1.383 Jungen und Mädchen auf einen der Juryplätze – seit Beginn ein Rekord.

## Festivalprogramm & Preise (Stand: Mai 2020)
Das Wettbewerbsprogramm besteht aus deutschsprachigen Kino- und TV-Beiträgen sowie digitalen Produktionen für Kinder. Eingereicht werden dürfen qualitativ hochwertige und innovative deutschsprachige sowie koproduzierte Filme und Beiträge für Kinder bis 12 Jahre, die für die Veröffentlichung im Kino, Fernsehen, Internet und/oder anderen Plattformen vorgesehen sind. Für das Festival 2020 wurden insgesamt 206 deutschsprachige Produktionen eingereicht und damit ein neuer Rekord erzielt. Die Nominierung der Beiträge erfolgt durch die Festivalleitung in Abstimmung mit verschiedenen Sichtungskommissionen.
Der Wettbewerb Kino/TV ist unterteilt in fünf Kategorien:
- Langfilm
- Kurzfilm
- Information/Dokumentation/Dokumentarfilm
- Unterhaltung
- Serie/Reihe Animation oder Serie/Reihe Live Action (im jährlichen Wechsel).

Der Wettbewerb Digital umfasst neben klassischen Webseiten und Apps auch Games, Virtual-Reality-Anwendungen, Multiplattform-Content-Projekte oder andere kreative, digitale Technologien.
Zusätzlich zum Wettbewerbsprogramm werden in der Reihe Goldener Spatz Spezial aktuelle Kinder- und Jugendfilme gezeigt. Zudem gibt es eine Retrospektive mit Filmen aus vergangenen Festivals.
Der Hauptpreis: Der Goldene Spatz
Die 25-köpfige Kinderjury Kino/TV vergibt Hauptpreise in folgenden Wettbewerbskategorien:
- Langfilm*
- Kurzfilm
- Serie/Reihe Animation oder Serie/Reihe Live-Action (im jährlichen Wechsel)
- Information/Dokumentation/Dokumentarfilm
- Unterhaltung
- Darüber hinaus zeichnet die Kinderjury Kino/TV die beste Darstellung oder die beste Moderation mit einem Goldenen Spatz aus.

* An den Langfilm gekoppelt ist der Preis des Thüringer Ministerpräsidenten für die beste Regie. Dieser Sonderpreis ist mit 1500 Euro dotiert.
Die fünfköpfige Kinderjury Digital vergibt im Wettbewerb Digital einen Preis für das beste digitale Angebot.
Weitere Preise
Preis der Jury des MDR-Rundfunkrates
Die Jury des MDR-Rundfunkrates vergibt gemeinsam mit dem letztjährig prämierten Drehbuchautor einen Urkundenpreis für das beste Drehbuch. Diese Auszeichnung ist mit 4000 Euro dotiert.
Publikumspreis
Seit 2018 wird ein Publikumspreis für den besten Jugendfilm vergeben. Dieser ist mit 2500 Euro dotiert und wird von der Handwerkskammer Erfurt gestiftet.